# Fredless
Fredless conocido en América Latina y en España como Sin Fred es el quinto episodio de la tercera temporada de la serie de televisión estadounidense Ángel. Escrito por Mere Smith y dirigido por Marita Grabiak. Se estrenó originalmente el 22 de octubre de 2001.
En este episodio Fred es encontrada por sus padres para el desagrado de la misma, ya que por alguna razón les teme. 

## Argumento
Mientras esperan la llegada del vampiro al Hyperion, Wesley y Codelia le explican a Fred un poco de la relación entre Ángel y Buffy, actuando de una forma melodramática hasta que el vampiro aparece en el vestíbulo del hotel y se niega a hablar de su encuentro con la cazadora, para el desagrado de la curiosa Cordelia. Acto seguido se ofrece para invitarle helado a su equipo, pero solo Fred acepta. De regreso al hotel por las alcantarillas, Ángel se da cuenta de que hay un demonio en su camino y decide enfrentarlo solo, dejando que Fred regrese al hotel por su cuenta. 
En el Hyperion, Cordelia, Wesley y Gunn conocen a los señores Burkle, los padres de Fred, quienes no tienen idea de ningún evento sobrenatural y creen que su hija los abandonó. La pandilla trata de calmar a los padres admitiendo que conocen a Fred y que llegará en cualquier momento. Al hotel llega Fred, quien se percata de la presencia de sus padres y corre a empacar despavorida sin ser notada por nadie.
Ángel llega al hotel con la cabeza del demonio que combatió para conservarla como recuerdo, obligando a Cordelia a mentirle a los Burkle de que Ángel hace películas de monstruos. En las calles de Los Angeles, Fred le pide dinero a Lorne para poder salir de la ciudad a pesar del comportamiento algo malhumorado del mismo, Lorne accede ayudar a la chica al leer que sus razones son muy buenas.     
De regreso al Hyperion, la pandilla y los Burkle se dan cuenta de que Fred esta desaparecida y juntos buscan por todo Los Angeles hasta que llegan a Caritas, donde Lorne es llamado por Cordelia como un actor con maquillaje. Lorne rehúsa seguirle el juego a Cordy, pero le dice el paradero de Fred a Angel. En una estación de autobuses Fred se reúne con sus padres, donde rehúsa reconocerlos como personas reales, ya que significa que su horrible experiencia en Pylea fue real, pero al final acaba aceptándolo. De repente de la nada aparece un demonio insecto que combate contra la pandilla en una dura batalla, hasta que es atropellado por la Sra. Burkle.   
Al regresar victoriosos, los padres de Fred se quedan algo impresionados de descubrir que el mundo está habitado por demonios aunque se ven felices porque IA rescató a Fred de una muerte segura. Fred reconoce que pasó un tiempo increíble con la pandilla y acepta irse a casa con sus padres, despidiéndose de sus amigos. 
De camino a su hogar, varios demonios insectos atacan el Hyperion, mientras en el taxi donde viaja Fred se da cuenta de algo y le pide al taxista que la regrese al hotel. Justo cuando parecía que todo había terminado para la pandilla, aparece Fred quien con su más reciente invento destruye la cabeza del demonio que trajo Ángel, liberando a unas cucarachas bebes. Uno de los demonios insectos se lleva la cabeza y el resto de la colmena se marcha.
Fred explica que se dio cuanta de todo por los extraños cristales morados que encontraron en la alcantarilla y en la cabeza del demonio. El intelecto de Fred deja impresionados a todos incluyendo a sus padres. La chica entonces se da cuenta de que sí pertenece con la pandilla y decide quedarse con ellos. Al día siguiente todos se ponen a pintar las paredes del cuarto de Fred, que contienen muchas palabras y cálculos, que en realidad son un relato de su experiencia que paso en Pylea hasta el día que fue rescatada por Ángel.

## Elenco

### Principal
- David Boreanaz como Ángel.
- Charisma Carpenter como Cordelia Chase.
- Alexis Denisof como Wesley Wyndam-Pryce.
- J. Agust Richards como Charles Gunn.
- Amy Acker como Fred Burkle.

## Producción
La madre de Fred menciona que su esposo se durmió viendo la película Alien Resurrection, que fue escrita por el creador de la serie Joss Whedon.

### Continuidad
- Crossover con Buffy: Ángel y Buffy regresan de su reunión ocurrida entre los eventos de Carpe Noctem (Angel) y Flooded a sus respectivas vidas. Los eventos ocurridos en su encuentro permanecen como misterio; ya que lo relatado en el cómic Reunión, no son más que especulaciones de los scoobies.[1]
- Fred se establece como un miembro de Investigaciones Ángel, ya que la permanencia de Fred fue comparada a la Doyle quien solo fue acreditado por 10 episodios antes del deceso del personaje.

## Recepción
UGO Networks llamó este episodio como el más bajo, dado que "la acción del argumento fue drenada 'por la visita de los padres'."